# Ying Huang
Huang Ying (Shanghai, 1968) è un soprano cinese.
Giunse per la prima volta all'attenzione internazionale quando interpretò il ruolo di protagonista nella versione cinematografica di Madama Butterfly del regista Frédéric Mitterrand nel 1995.

## Biografia
Studiò a Shanghai, e all'età di 18 anni iniziò gli studi musicali al Conservatorio della sua città. Dopo aver vinto il secondo premio al XIX Concorso Internazionale di Canto di Parigi, apparve stabilmente alla televisione di Shanghai, di Taiwan e nella Corea del Nord in occasione di scambi culturali. Nel 1994, il regista Frédéric Mitterrand ed il direttore d'orchestra James Conlon videro un video della sua esibizione al concorso di Parigi e le proposero un'audizione per il ruolo di protagonista in un adattamento cinematografico di Madama Butterfly in fase di preparazione. Dopo il successo ottenuto nel film, Conlon la invitò a partecipare a numerosi concerti con la Cologne Philharmonic e a debuttare, nel ruolo di Nannetta in  Falstaff di Giuseppe Verdi all'Opera di Colonia nel 1996. Lo stesso anno cantò con Plácido Domingo e Michael Bolton in Christmas in Vienna, un concerto trasmesso per televisione e del quale venne realizzato un CD.
Il suo debutto in nell'opera degli Stati Uniti avvenne nel 1999, interpretando la parte di Sophie nel Werther di Massenet con Denyce Graves e Andrea Bocelli al Michigan Opera Theater. Tornò poi al Michigan Opera Theater nel ruolo di Despina in Così fan tutte, Norina in Don Pasquale e Susanna ne Il matrimonio di Figaro. Debuttò poi al New York Metropolitan Opera House il 29 dicembre 2006 nel ruolo di Pamina ne Il flauto magico, tornandovi nel 2009 il ruolo di Amore in Orfeo ed Euridice e in quello di Giannetta ne L'elisir d'amore.
Fra le sue prime esecuzioni mondiali si ricordano:
- Du Liniang in Peony Pavilion di Tan Dun al Wiener Festwochen a Vienna (12 maggio 1998).
- Marianne e Marie Antoinette in Ça ira di Roger Waters al Parco della Musica di Roma (17 novembre 2005)
- The Moon in Poet Li Bai di Guo Wenjing al Central City Opera Festival in Colorado (luglio 2007)
- Madame White Snake nell'omonima opera di Zhou Long alla Opera Boston di Boston (febbraio 2010)

## Registrazioni
- Merry Christmas From Vienna – Plácido Domingo, Michael Bolton, Ying Huang, Wiener Symphoniker, Steven Mercurio (direttore). Etichetta: Sony Classical 711325
- Danielpour: Elegies; Sonnets to Orpheus – Ying Huang, Frederica Von Stade, Thomas Hampson, Perspectives Ensemble, London Philharmonic, Roger Nierenberg (direttore). Etichetta: Sony Classical 60850
- Waters: Ça Ira – Ying Huang, Bryn Terfel, Paul Groves, Rick Wentworth (direttore). Etichetta: Sony Classical 60867
- Puccini: Madama Butterfly: Ying Huang, Richard Troxell, Richard Cowan, Liang Ning, Orchestre de Paris, James Conlon (direttore). Etichetta: Sony Classical 69258